# Grote aardslak

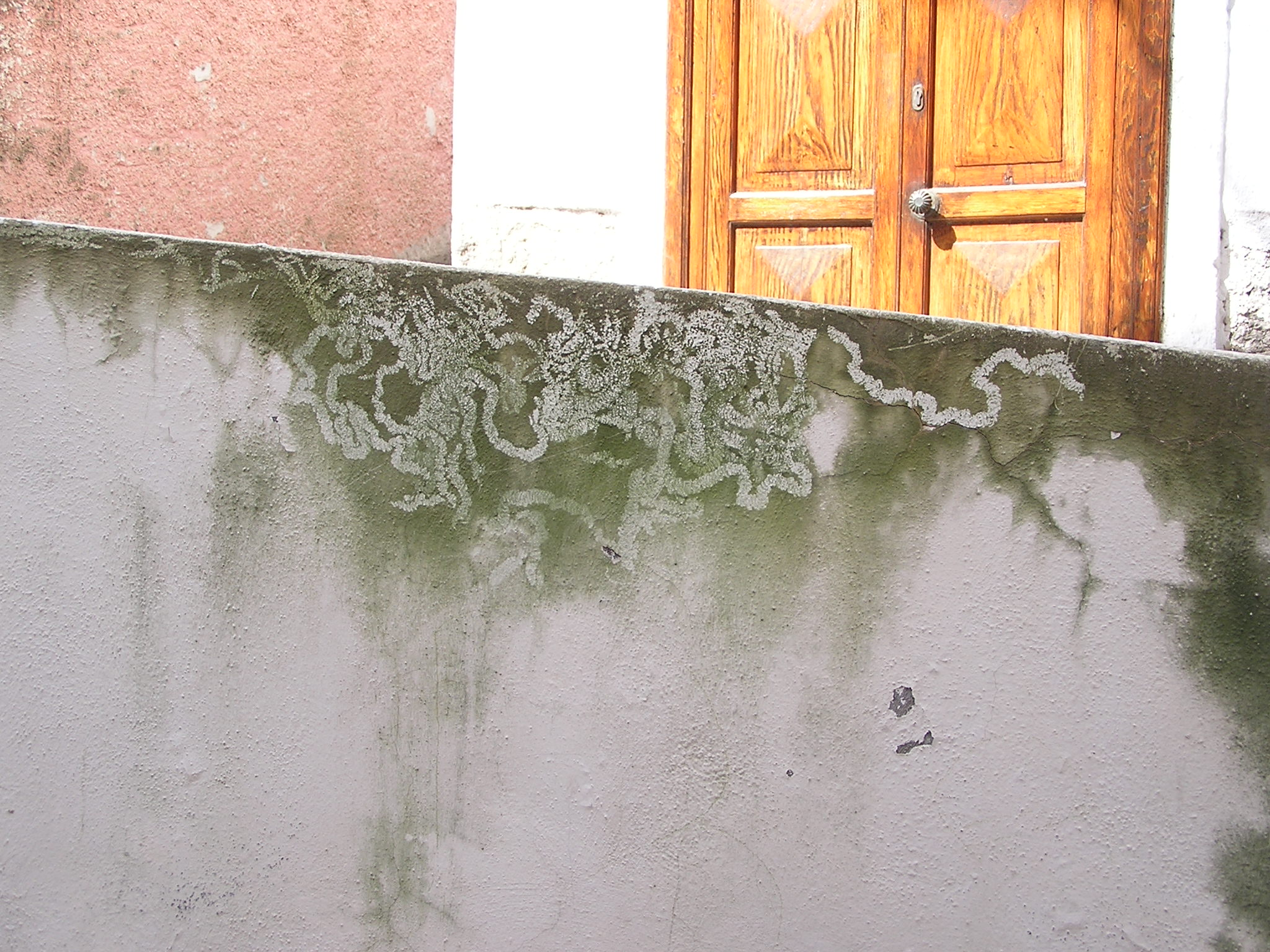
Sporen op een met algenbegroeide muur

De grote aardslak of tijgerslak (Limax maximus) is een naaktslak uit de familie van de aardslakken. De soort wordt daarnaast ook wel grote raspschelp genoemd.

## Kenmerken

### Schelpkenmerken

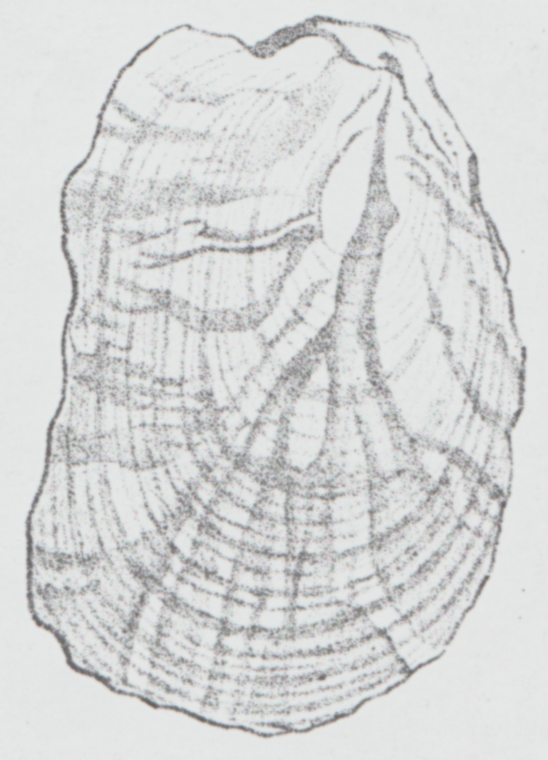
Inwendige rudimentaire schelp

Deze soort heeft geen uitwendige schelp. De schelp is rudimentair en bevindt zich inwendig onder het mantelschild. De schelp is niet gewonden, zoals bij de meeste slakkensoorten maar bestaat uit een plat, ovaal kalkplaatje (verwarrend genoeg ook wel 'schild(je)' genoemd) waarop groeilijnen te zien zijn. De schelp bestaat volledig uit calcitische kalk en kan als fossiel bewaard blijven. De schelp is niet kenmerkend voor de soort: schildjes van alle Limacidaesoorten lijken op elkaar.

### Dier
De grote aardslak is een van de grootste naaktslakkensoorten in Europa en wordt ongeveer 15 tot 20 centimeter lang. De kleur is grijs tot bruin met meestal een karakteristieke donkerbruine tot zwarte strepentekening op het deel achter het mantelschild; het mantelschild zelf is gevlekt, bedekt bijna de helft van het lichaam en de achterzijde ervan eindigt in een punt. De strepen- en vlekkentekening verschilt per dier en kan ook volledig ontbreken. De ademopening is donker gevlekt en zit achter het midden van het mantelschild.

## Leefwijze
De grote aardslak is een enorme eter; niet alleen planten vormen het voedsel, ook voorraden in kelders, honden- en kattenvoer, paddenstoelen en zelfs andere naaktslakken worden gegeten, het is dus een echte omnivoor.

### Voortplanting
Bijna alle landslakken zijn hermafrodiet, dit betekent dat ze man en vrouw tegelijkertijd zijn. Limax maximus is op deze regel geen uitzondering. De eitjes worden in de vochtige grond of onder objecten afgezet, na een paar weken komen de slakjes uit.

### Levensduur
Deze slak kan twee tot drie jaar oud worden en overwintert.

## Voorkomen
Bossen en andere dichtbegroeide plaatsen zijn de geprefereerde biotoop. Bij droger weer is deze slak niet te zien want dan verschuilt zij zich onder stenen of andere objecten. Vorst tijdens overwintering overleeft echter geen enkele slakkensoort vanwege het hoge watergehalte van het lichaam, meer dan 90%. Vooral bij bebouwing, zoals kassen, brandhoutschuurtjes, composthopen of garages heeft de grote aardslak een kans de winter door te komen. Ook holle bomen en houtstapels zijn een goede plaats en vaak worden daar grote groepen aangetroffen.

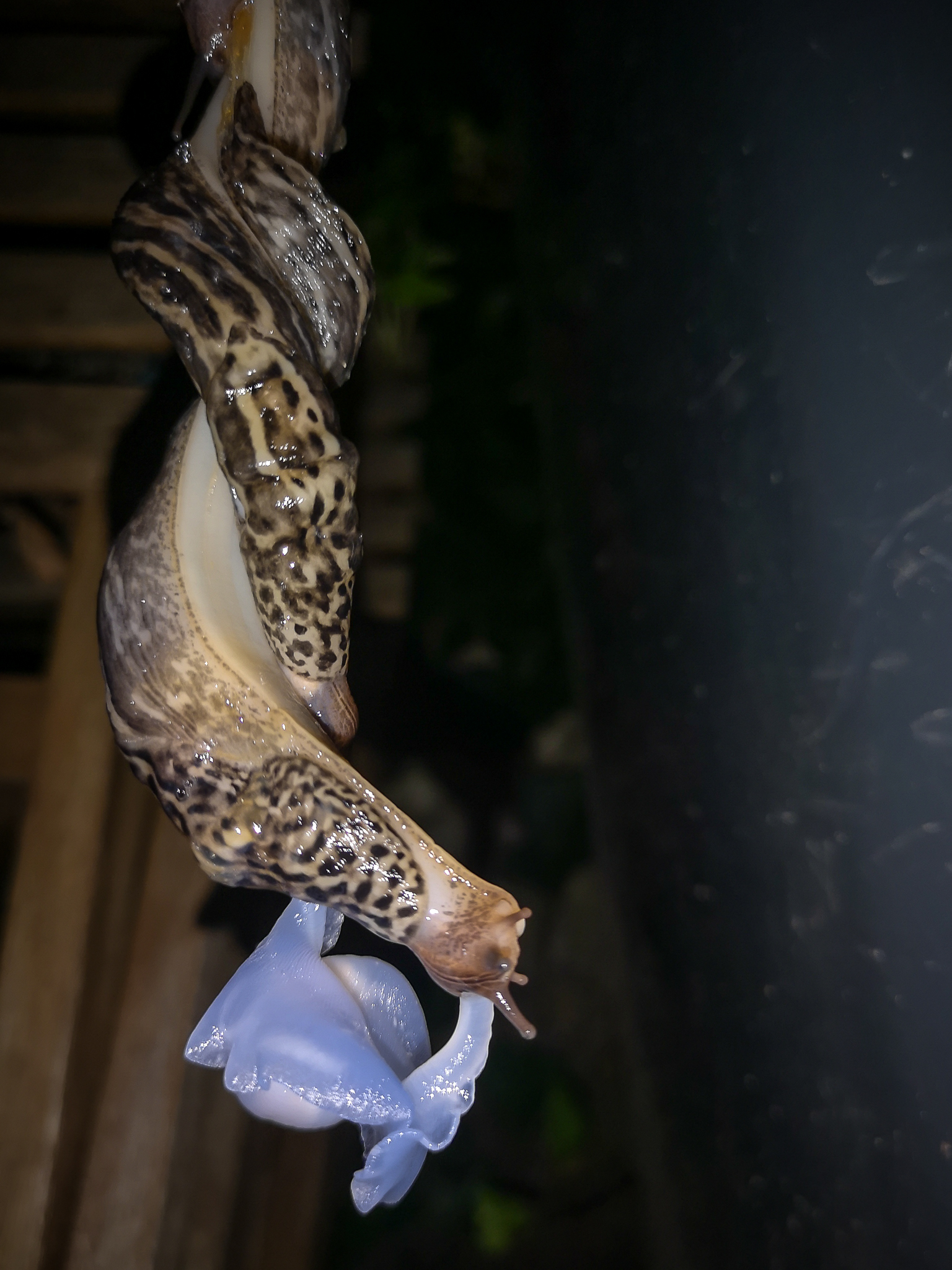
Tijgerslakken in het paringsritueel

## Verwijzingen